# Gliese 179
Gliese 179 är en ensam stjärna belägen i den mellersta delen av stjärnbilden Orion. Den har en skenbar magnitud av ca 11,94 och kräver ett kraftfullt teleskop  för att kunna observeras. Baserat på parallax enligt Gaia Data Release 3 på ca 80,56 mas, beräknas den befinna sig på ett avstånd på ca 40,5 ljusår (12,4 parsek) från solen. Den rör sig närmare solen med en heliocentrisk radialhastighet på ca -9 km/s. Den är en stjärna med hög egenrörelse, som rör sig över himmelssfären med en vinkelhastighet av 0,370 bågsekund per år.

## Egenskaper
Gliese 197 är en röd till orange (röd dvärg) i huvudserien av spektralklass M2 V eller  M3.5. Den har en massa som är lika med ca 0,4 solmassa, en radie som är ca 0,4 solradie och utsänder energi från dess fotosfär motsvarande ca 0,016 gånger solen vid en effektiv temperatur av ca 3 400 K. Stjärnan är kromosfäriskt aktiv med en projicerad rotationshastighet på 4 km/s.

## Planetsystem
År 2009 hittades en exoplanet av jupitertyp i omloppsbana kring Gliese 197, en av de få röda dvärgar som är kända för att hysa en planet med denna massa. Data på radiell hastighet tydde på att det kan finnas ytterligare en följeslagare. På planetens omloppsavstånd förväntas den inte påverkas av tidvatteninteraktioner med värdstjärnan. År 2023 bestämdes banlutningen och den sanna massan för Gliese 179 b via astrometri. En andra tänkbar exoplanet rapporterades 2017. Objektet är en potentiell superjord med en minsta massa lika med omkring fem gånger jordens massa.
| Planet         | Massa              | Halv storaxel (AE) | Siderisk omloppstid (d) | Excentricitet   | Inklination           | Radie |
| -------------- | ------------------ | ------------------ | ----------------------- | --------------- | --------------------- | ----- |
| c (obekräftad) | ≥4,9 ± 2,7 MJ      | 0,032 ± 0,003      | 3,4798 ± 0,0010         | 0,04 +0,27−0,04 | –                     | –     |
| b              | 0,95 +0,16−0,11 MJ | 2,424 +0,071−0,075 | 2 303 ± 31              | 0,179 ± 0,044   | 61 +16−13 119 +13−16° | –     |